# Tamura
Tamura è una città giapponese della prefettura di Fukushima, che fu completamente evacuata dopo il Disastro nucleare di Fukushima Dai-ichi nel marzo del 2011.